# Elena Antoci
Elena Antoci (dekliški priimek Buhăianu, poročena Iagăr), romunska atletinja, * 16. januar 1975, Braşov, Romunija.
Nastopila je na poletnih olimpijskih igrah v letih 2000 in 2004, leta 2000 se je uvrstila v polfinale teka na 1500 m. Na evropskih dvoranskih prvenstvih je osvojila naslov prvakinje leta 2005 in podprvakinje leta 2002 v isti disciplini. Leta 2008 je bila kaznovana zaradi dopinga.